# John Barrow (cónego de Windsor)
John Barrow MA (1651 - 19 de março de 1684) foi um cónego de Windsor de 1682-1684.

## Carreira
Ele foi educado em St Edmund Hall, Oxford e formou-se BA em 1672 e MA em 1674.
Ele foi nomeado:
- Capelão de Sir William Temple, 1º Baronete, Embaixador na Holanda
- Capelão do Príncipe Rupert do Reno
- Vigário de New Windsor 1680

Ele foi nomeado para a décima segunda bancada na Capela de São Jorge, Castelo de Windsor em 1682, e manteve a posição até 1684.